# St. Magdalen (Gemeinde Straßburg)
St. Magdalen, früher auch St. Magdalena oder St. Magdalenen, ist eine Ortschaft in der Stadtgemeinde Straßburg im Bezirk St. Veit an der Glan in Kärnten. Im Ort leben 9 Einwohner (Stand 1. Jänner 2024).

## Lage
St. Magdalen liegt im Osten der Gemeinde Straßburg, in der Katastralgemeinde St. Georgen, rechtsseitig an der Gurk etwa 3 km nordwestlich des Zusammenflusses von Gurk und Metnitz, durch die Gurk getrennt von der Gurktal Straße.
Zur Ortschaft gehören neben der Kirche die Häuser Nr. 2 (früher Wirth), Aicher (Nr. 3), Krammer-Keusche (Nr. 4) sowie Nr. 6 (früher Linder). 

## Baudenkmale
Die katholische Filialkirche hl. Maria Magdalena liegt an der Gurk. Der kleine romanische Bau mit hölzerner Vorlaube und Dachreiter hat eine Rundapsis und ein spätgotisches West-Portal (Listeneintrag).

## Geschichte
Seit Gründung der Ortsgemeinden Mitte des 19. Jahrhunderts gehört St. Magdalen zur Gemeinde Straßburg. Zunächst wurde die Siedlung als Teil der Ortschaft Zwischenwässern geführt, und das in unterschiedlichem Umfang, so galt beispielsweise die Wilplingerhütte (heute Wilpling) zeitweise als zu St. Magdalen gehörend betrachtet. Seit 1971 ist St. Magdalen eine eigene Ortschaft.

## Bevölkerungsentwicklung
Für St. Magdalen ermittelte man folgende Einwohnerzahlen:

### Als Ortschaftsbestandteil von Zwischenwässern
- 1880: 6 Häuser, 47 Einwohner[2]
- 1890: 5 Häuser, 56 Einwohner[3]
- 1900: 6 Häuser, 14 Einwohner[4]
- 1910: 5 Häuser, 15 Einwohner[5]
- 1923: 6 Häuser, 36 Einwohner[6]
- 1951: 3 Häuser, 21 Einwohner[7]
- 1961: 1 Haus, 5 Einwohner[8]

### Als Ortschaft
- 2001: 2 Gebäude (davon 2 mit Hauptwohnsitz) mit 2 Wohnungen; 7 Einwohner und 0 Nebenwohnsitzfälle; 3 Haushalte; 0 Arbeitsstätten, 1 land- und forstwirtschaftlicher Betrieb[9]
- 2011: 2 Gebäude, 8 Einwohner, 2 Haushalte, 0 Arbeitsstätten[10]
- 2021: 4 Gebäude, 9 Einwohner, 4 Haushalte, 0 Arbeitsstätten[11]